# Золотошукачка

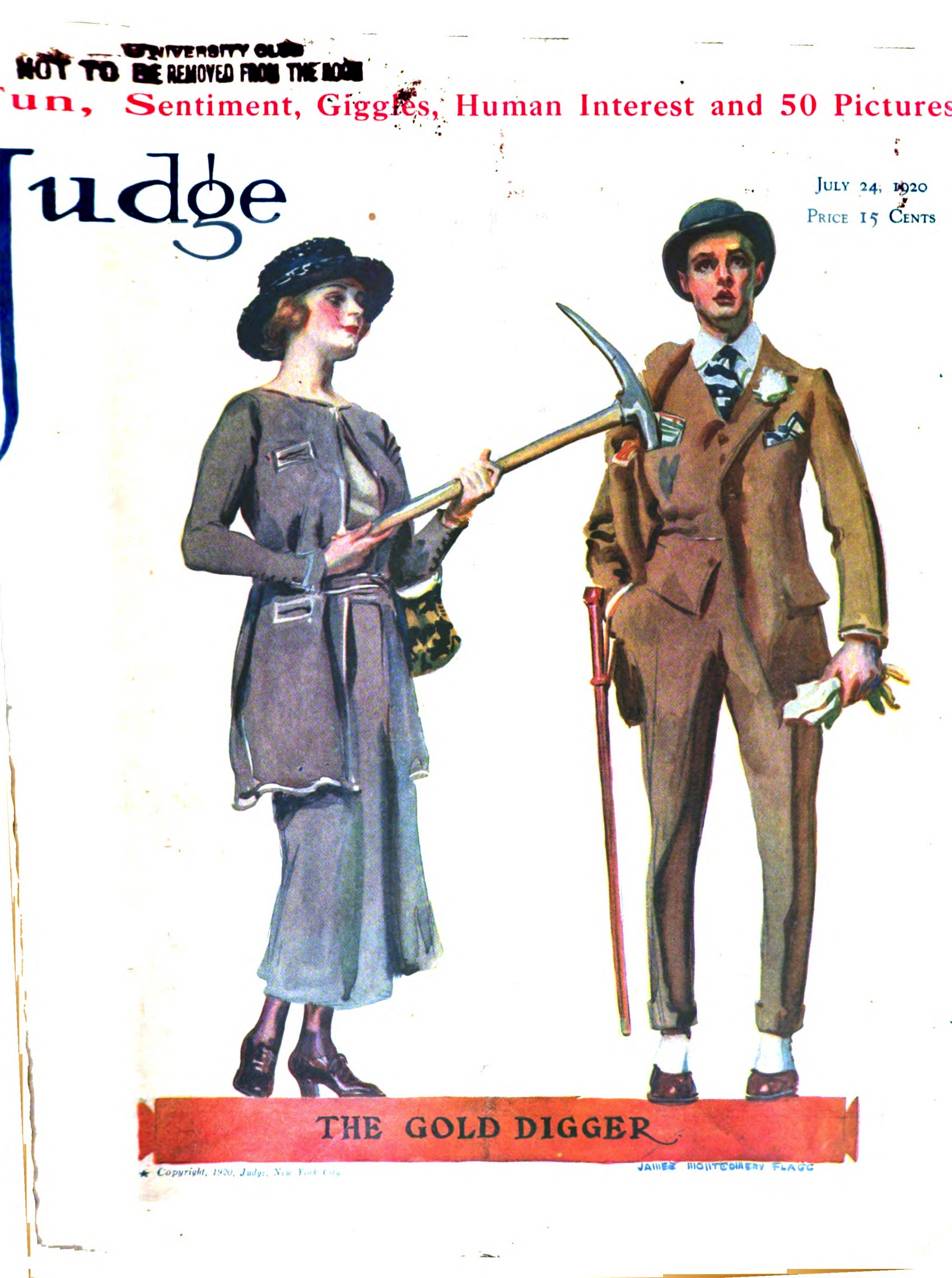
Карикатура «Золотошукачка», 24 липня 1920 р.

Золотошука́чка (англ. gold digger) — зневажлива назва людини, яка вступає у тип транзакційних стосунків заради грошей, а не кохання. Застосовувався переважно щодо жінок у XX столітті.

## Етимологія
Термін «золотошукачка» — жаргонний, сягає своїм корінням жінок, залучених у проституцію, початку XX століття. Оксфордський словник та Словник історичного сленгу Random House стверджують, що цей термін є різним[яким?] для жінок, оскільки їм набагато частіше доводиться одружуватися з заможними чоловіками, щоб досягти чи зберегти рівень соціально-економічного статусу.
Термін «золотошукач» (gold digger) набув поширення після популярності п'єси Евері Гопвуда «Копачі золота» (1919). Гопвуд вперше почув термін золотошукач у розмові з виконавицею Ziegfeld Кей Лорелл.

## Суспільний стереотип

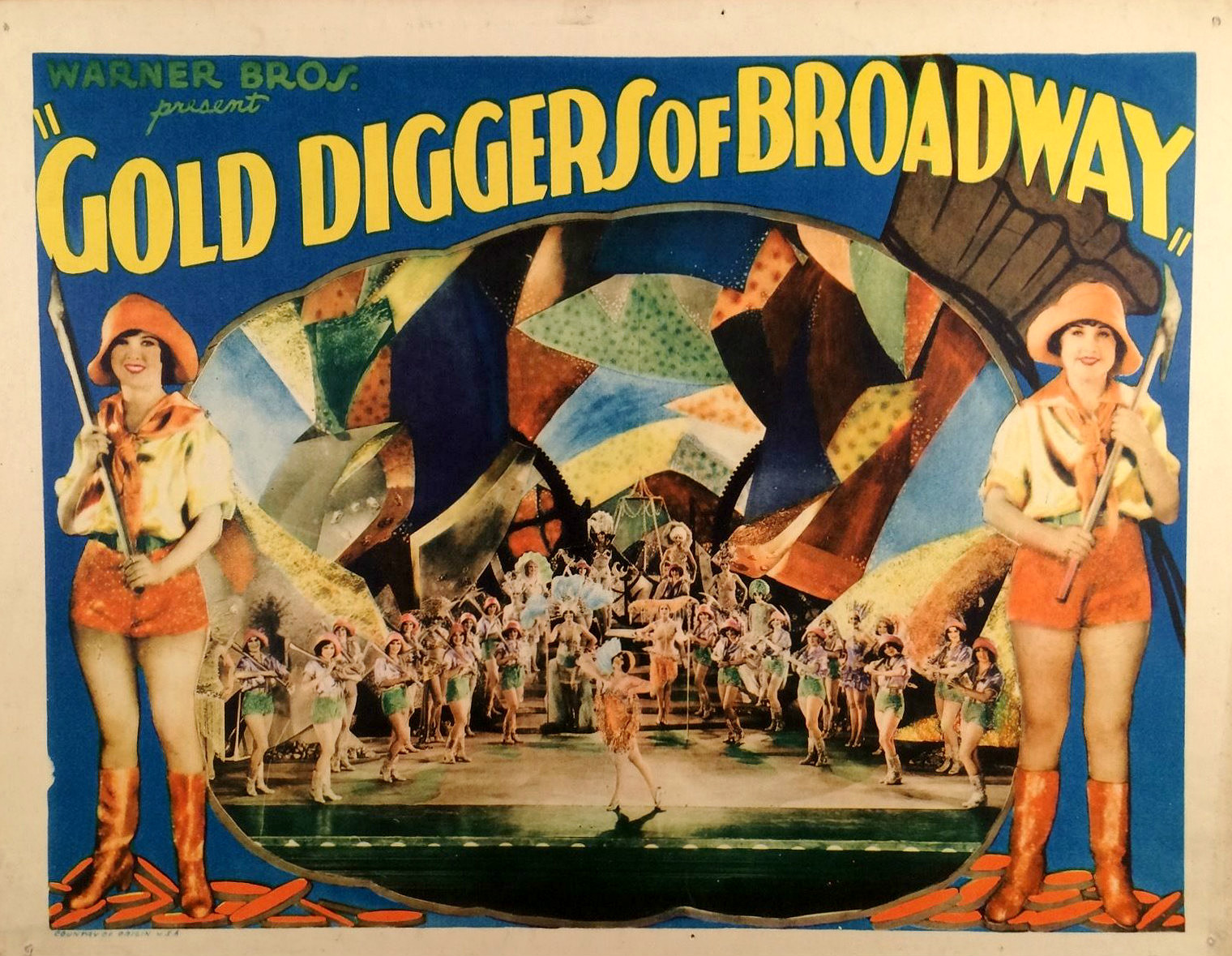
Постер «Золотошукачки Бродвею» (1929)

Громадськість сприйняла кількох жінок як зразки стереотипу золотошукачки. Найвідомішою з них на початку XX століття була Пеггі Гопкінс Джойс, жінка з шоу, яка одружувалася і розлучалася з мільйонерами. Її характеризували як золотошукачку під час її розлучення зі Стенлі Джойсом на початку 1920-х. Деякі стверджують, що вона стала справжньою натхненницею Лорелей Лі, головної героїні роману Аніти Лус 1925 р. «Джентльмени віддають перевагу блондинкам». Колишню олімпійку Елеонору Голм назвали «плавильницею золота» за розлучення з бродвейським імпресаріо Біллі Роуз у 1950-х. Преса та громадськість описували модель та акторку Анну-Ніколь Сміт як золотошукачку, що одружилася з восьмидесятирічним мультимільйонером Дж. Говардом Маршаллом II.

## Сучасність
Дослідження Шерон Томпсон продемонструвало, що стереотип або образ золотошукачки використовувався проти жінок у справах про аліменти.